# Kanal, Kanal ob Soči
Kanal este o localitate din comuna Kanal ob Soči, Slovenia, cu o populație de 1.273 de locuitori.